# Porcelánka Frankenthal

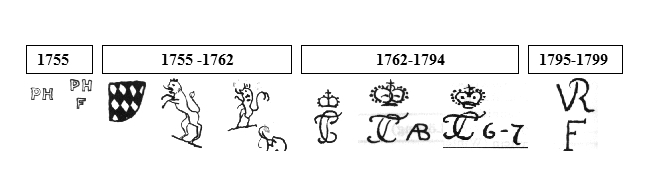
Značky frankenthálského porcelánu

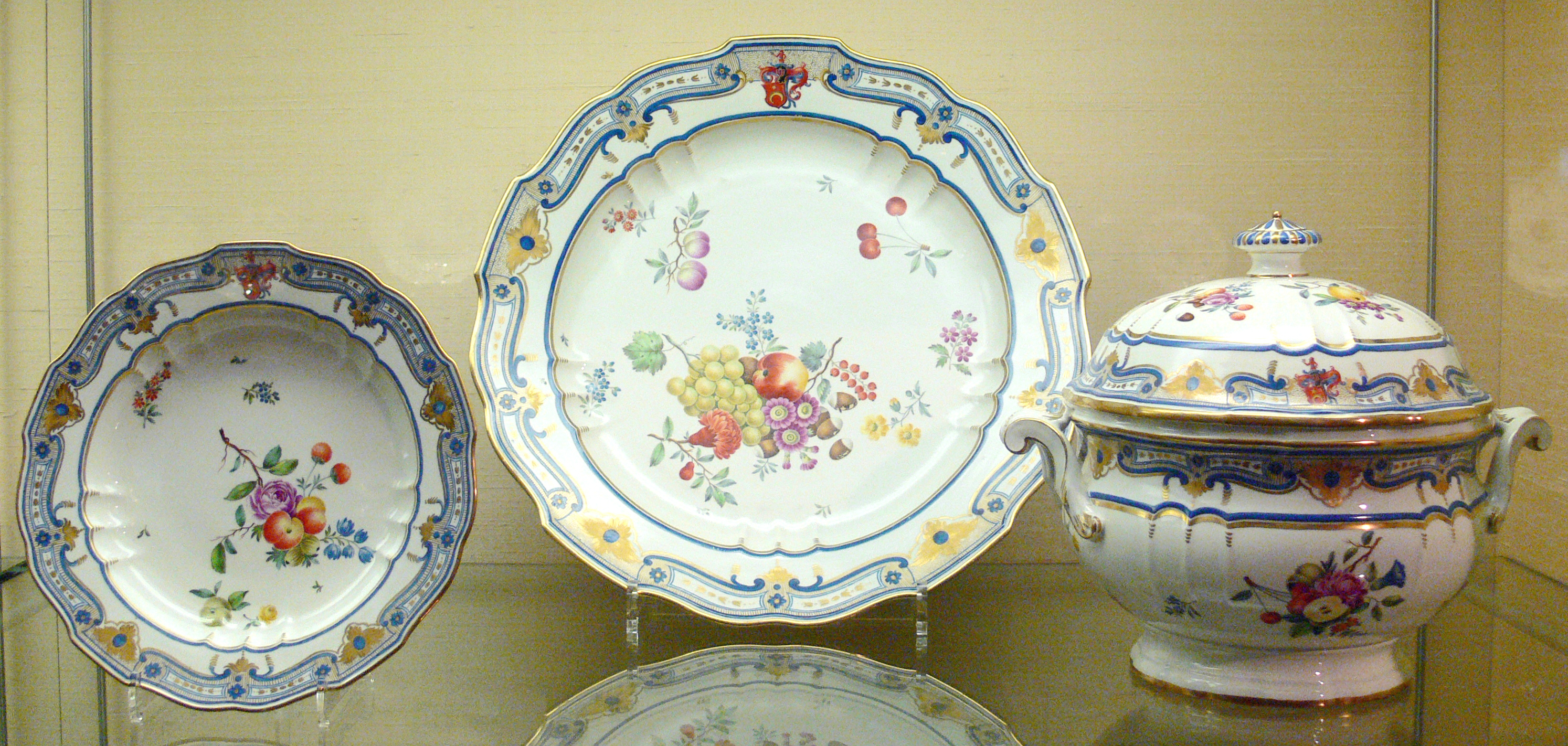
Ukázka servisu z Frankenthalu z roku 1782

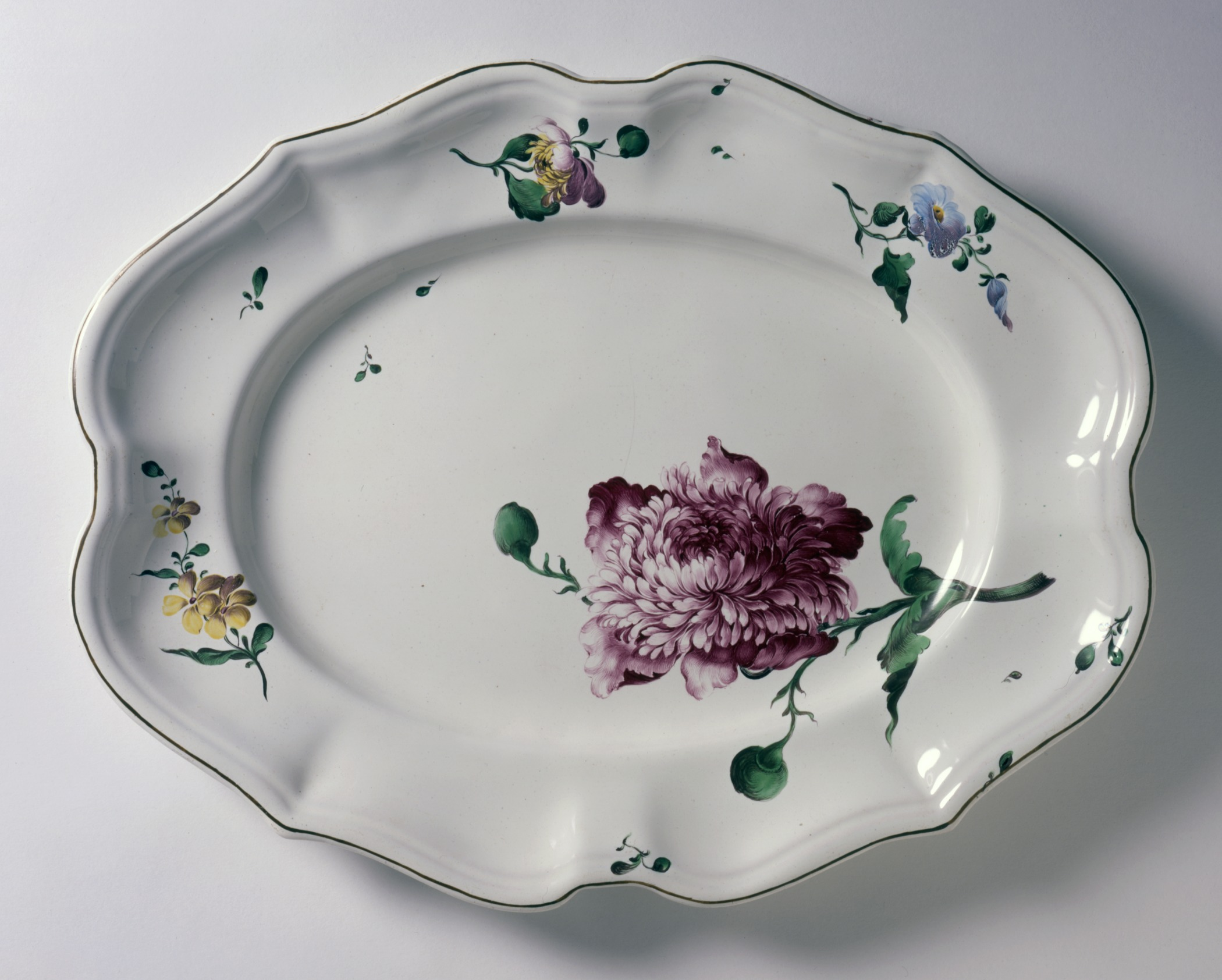
Talíř s pivoňkami, kolem roku 1765

Porcelánka Frankenthal (německy Porzellanmanufaktur Frankenthal) byla jednou z největších porcelánek v Německu. Sídlila v německém městě Frankenthal v oblasti Porýní-Falc a vyráběla v letech 1755 až 1799. Od začátku zde vyráběli porcelán z pastovité hmoty, někdy nazývané „pravý porcelán“, tak jak se vyráběl v Číně od 7. či 8. století, a zůstal nejběžnějším typem porcelánu ve Frankenthalu. Vyráběli zde figurky a nádobí velmi vysoké kvality ve francouzském stylu, což je patrné zejména v užití květinového dekoru. Zpočátku byla porcelánka soukromou firmou, ale od roku 1761 byla ve vlastnictví místního vládce, jako většina německých porcelánek v tomto období.

## Historie
Porcelánka ve Frankenthalu byla založena v roce 1755 rodinou Hannongů, kteří původně vyráběli nejen porcelán i štrasburskou fajáns. Štrasburská fajáns nebo štrasburská keramika je forma fajánse vyráběná společností Štrasburk-Haguenau ve Štrasburku v 18. století až do doby, kdy Ludvík XVI udělil monopol na výrobu porcelánu továrně v Sèvres a všechny ostatní porcelánky zavřel. Karl Hannong svou firmu přestěhoval ze Štrasburku do prázdných kasáren ve Frankenthalu, hned za Mannheimem, a zaměstnal zde pracovníky ze Štrasburku. Podporoval jej i vládce Porýní-Falc kurfiřt Karel Theodor Falcký. V roce 1757 přišli z porcelánky v Míšni další řemeslníci a v roce 1759 byl Hannong schopen otevřít vlastní obchod ve Štrasburku.
V roce 1760 Karl Hannong zemřel a firma se stala majetkem jeho dvou synů Josepha Adama Hannonga a Petra Antona Hannonga. Nedokázali se shodnout ve vedení firmy a jejich neshody měly vliv na podnikání. Do roku 1761 si od kurfiřta půjčili tolik, že už nedokázali dluh splácet. V roce 1762 proto kurfiřt od Hannongů porcelánku koupil za 40 804 zlatých, plus dalších 10 000 za „arkánum“, tedy tajný návod na výrobu základní hmoty a postupu při vypalování. Továrnu vedli kurfiřtovi úředníci.
Frankenthalský porcelán byl vždy vyráběn z tvrdé pastovité hmoty podle receptu porcelánky ve Štrasburku, neboť obchodní partner Hannonga seniora byl bývalý zaměstnanec porcelánky v Míšni. Říká se, že jeden z jeho synů prodal tajemství výroby porcelánu do Sèvres, když po nějakou dobu nebyli schopni získat správné suroviny.
Roky 1762–1770 byly mimořádně úspěšné: porcelán byl vysoce kvalitní a továrna si získala skvělou pověst. Část výrobků si zachovala francouzský styl. Od roku 1770 byly všechny výrobky označeny značkou. Původní porcelán byl „jemně krémově bílý s barevnou glazurou“, ale od roku 1774 byla základní hmota míchána s místním kaolínem, což mělo za následek nižší kvalitu porcelánu. V roce 1776 měla porcelánka Frankenthal obchody v Cáchách, Basileji, Frankfurtu nad Mohanem, Livornu, Mohuči, Mnichově a Nancy.
Rozkvět firmy ukončily až napoleonské války. V roce 1794 byl Frankenthal obsazen Francouzi a ti v roce 1799 porcelánku uzavřeli. Výroba od roku 1790 klesala a modely a formy byly přesunuty do Nymphenburgu, který tehdy také vlastnil bavorský kurfiřt.
Továrna Frankenthal byla v provozu pouze 44 let (provozovaná po dobu 7 let Hannongy a po dobu 37 pod správou kurfiřta), a je tak nejkratší dobu existující porcelánkou v Německu. V porcelánce se za tu krátkou dobu vystřídalo mnoho ředitelů návrhářů. Někteří malíři pracovali v továrně po dlouhou dobu; mytologické scény malované na porcelán byly specialitou této porcelánky.
Sbírky porcelánu Frankenthal lze mimo jiné vidět v muzeu Reiss Engelhorn Museum v Mannheimu, v Kurpfälzisches Museum v Heidelbergu, ve Falckém Historickém muzeu ve Špýru a Bavorském národním muzeu v Mnichově. Díla bratrů Paula a Johanna Hannonga jsou vystavena v Musée des Arts ve Štrasburku a v Musée du pain d'épice v Gertwilleru.

## Galerie

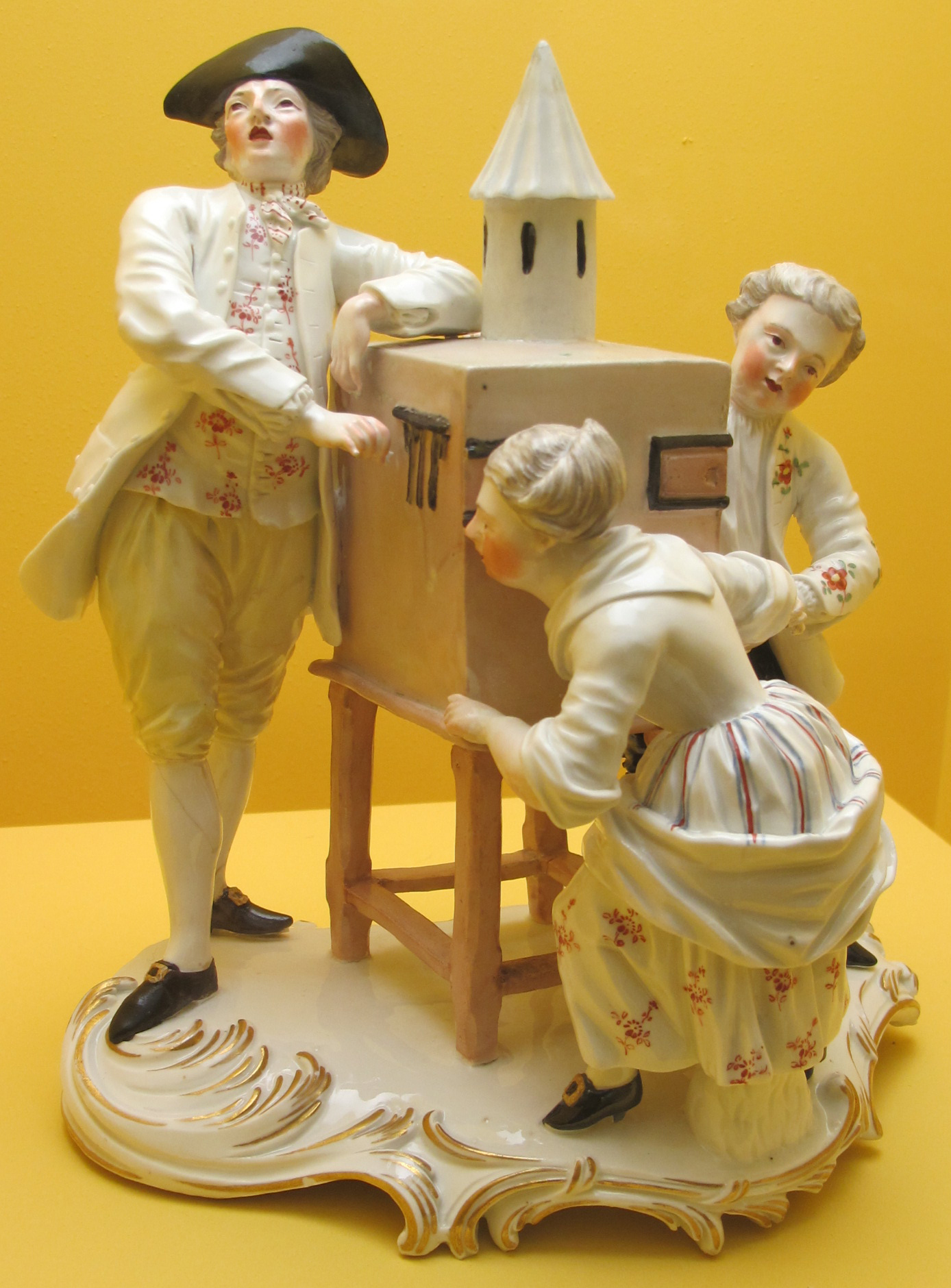
Skupina postav od Johanna Friedericha Lücka, Nový svět, 1758–63
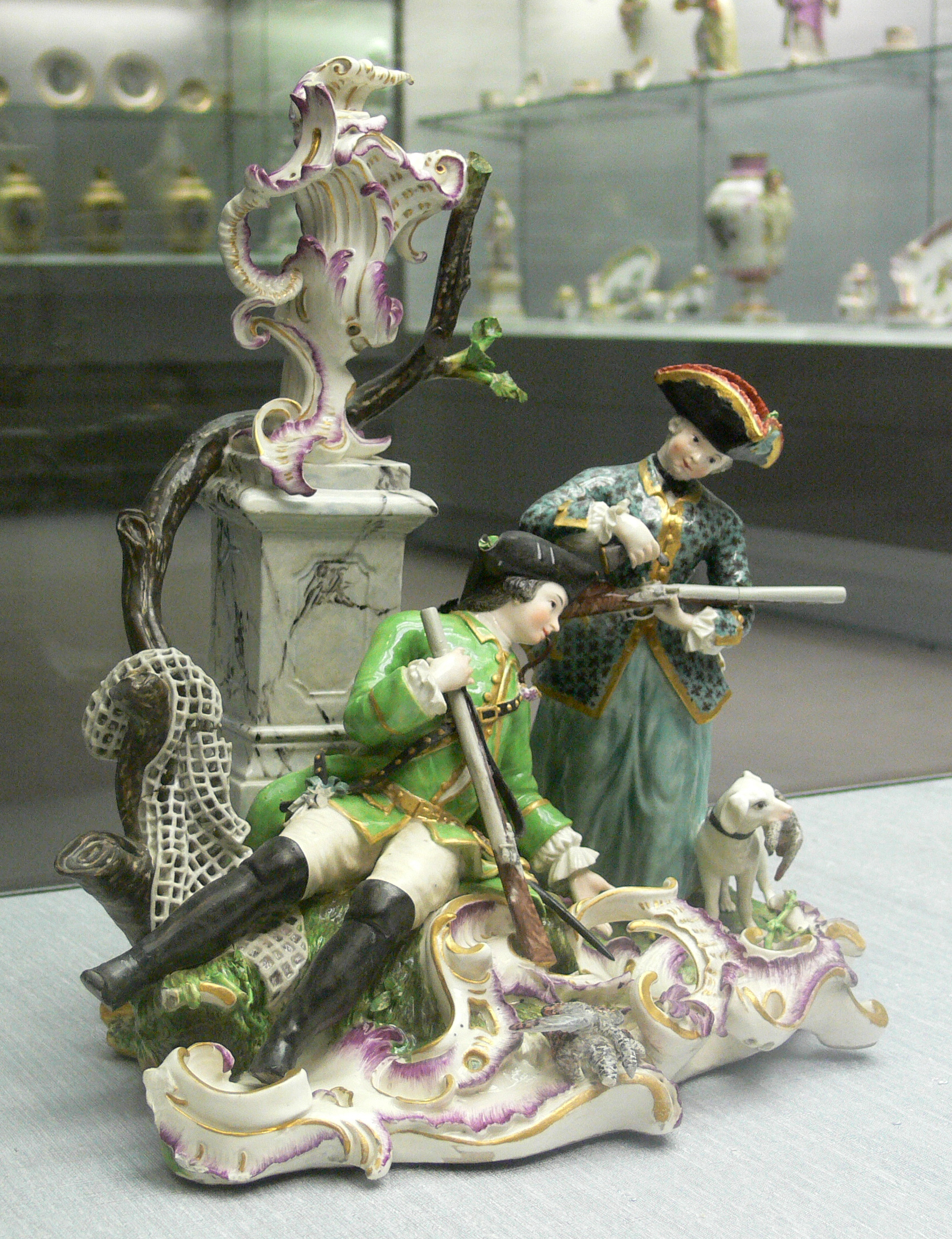
Dva lovci, Johann Friederich Lück, 1760
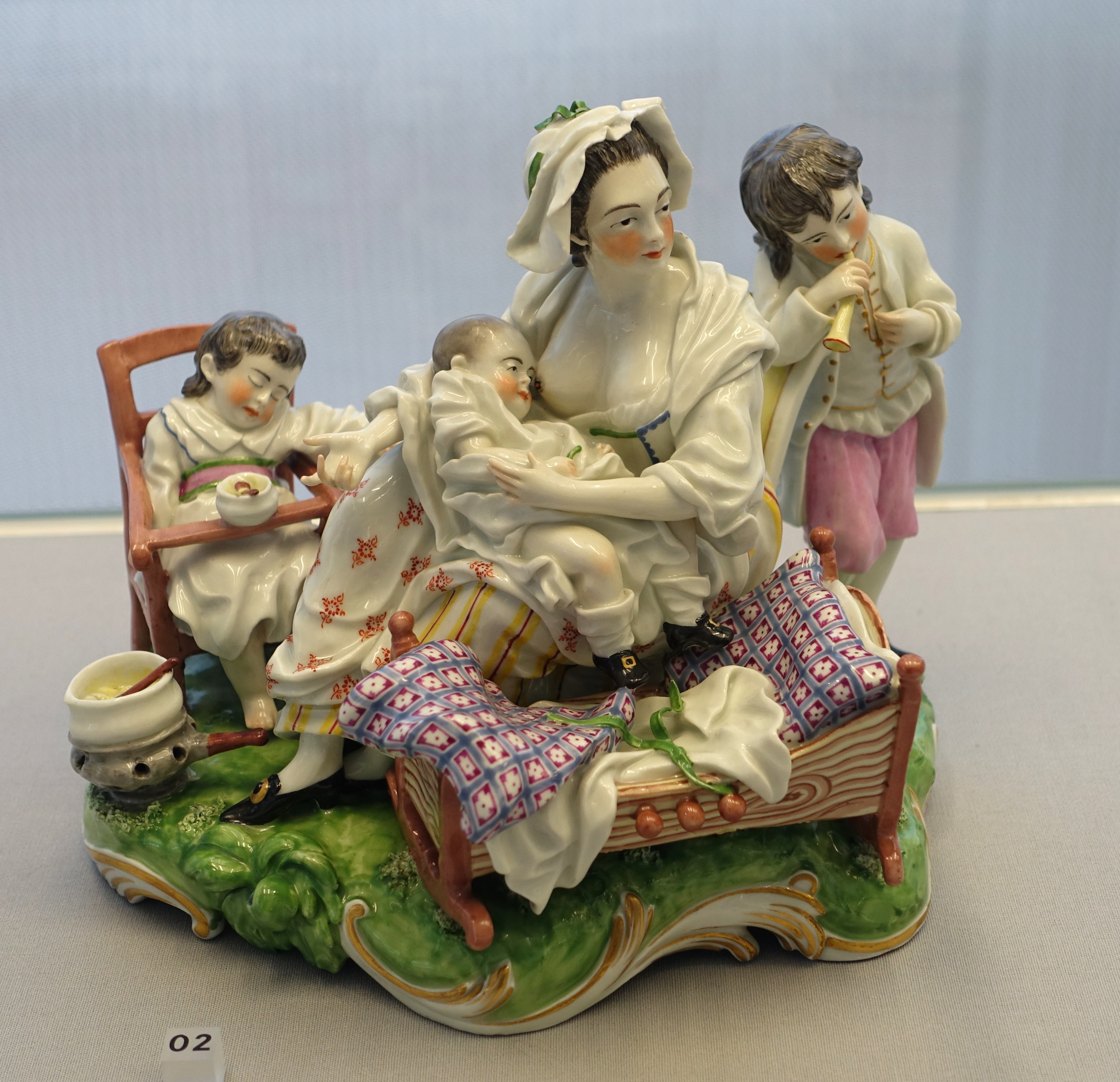
Dobrá matka, Carl Gottlieb Luck, kolem roku 1765
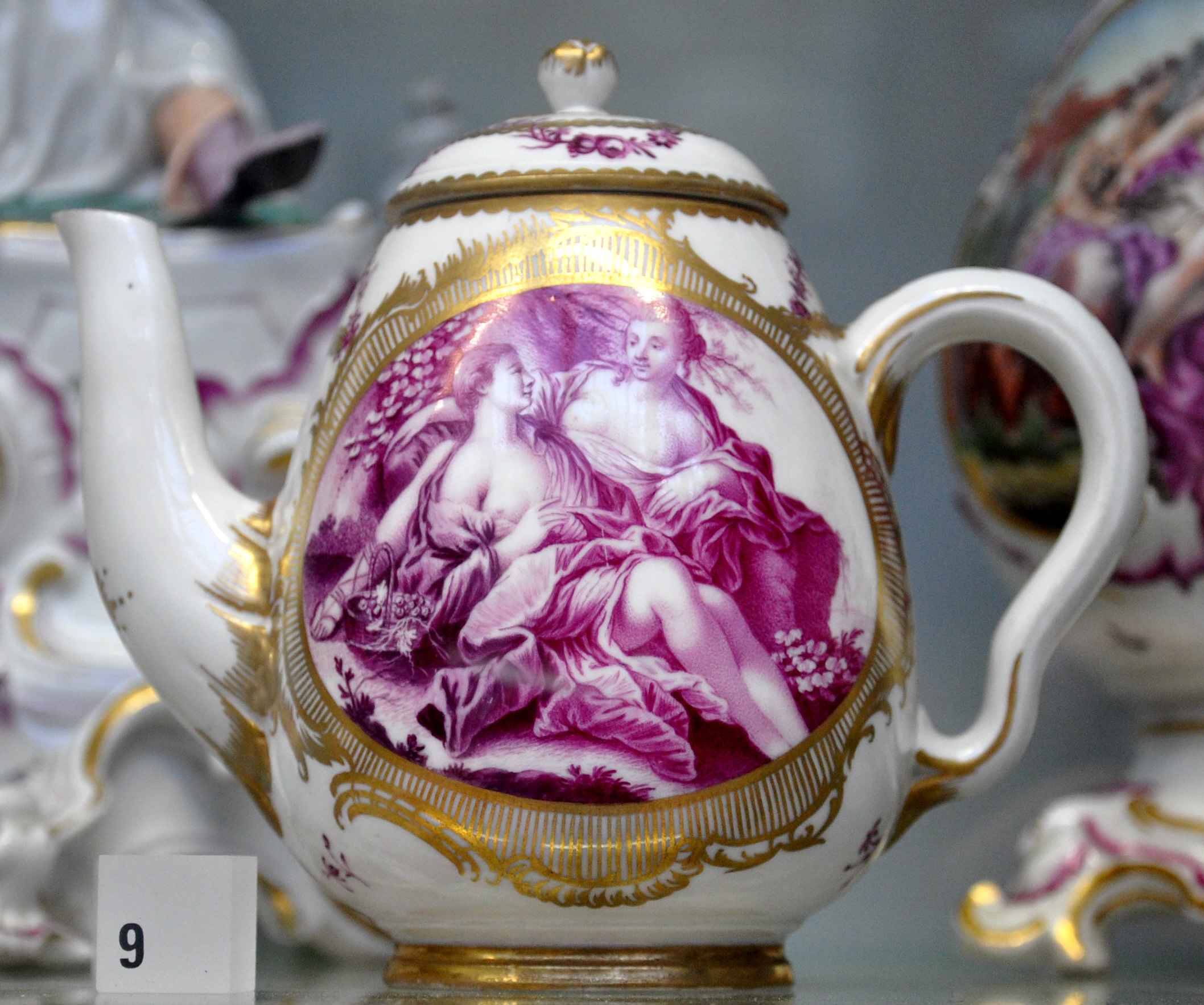
Čajník s klasickými postavami, 1771
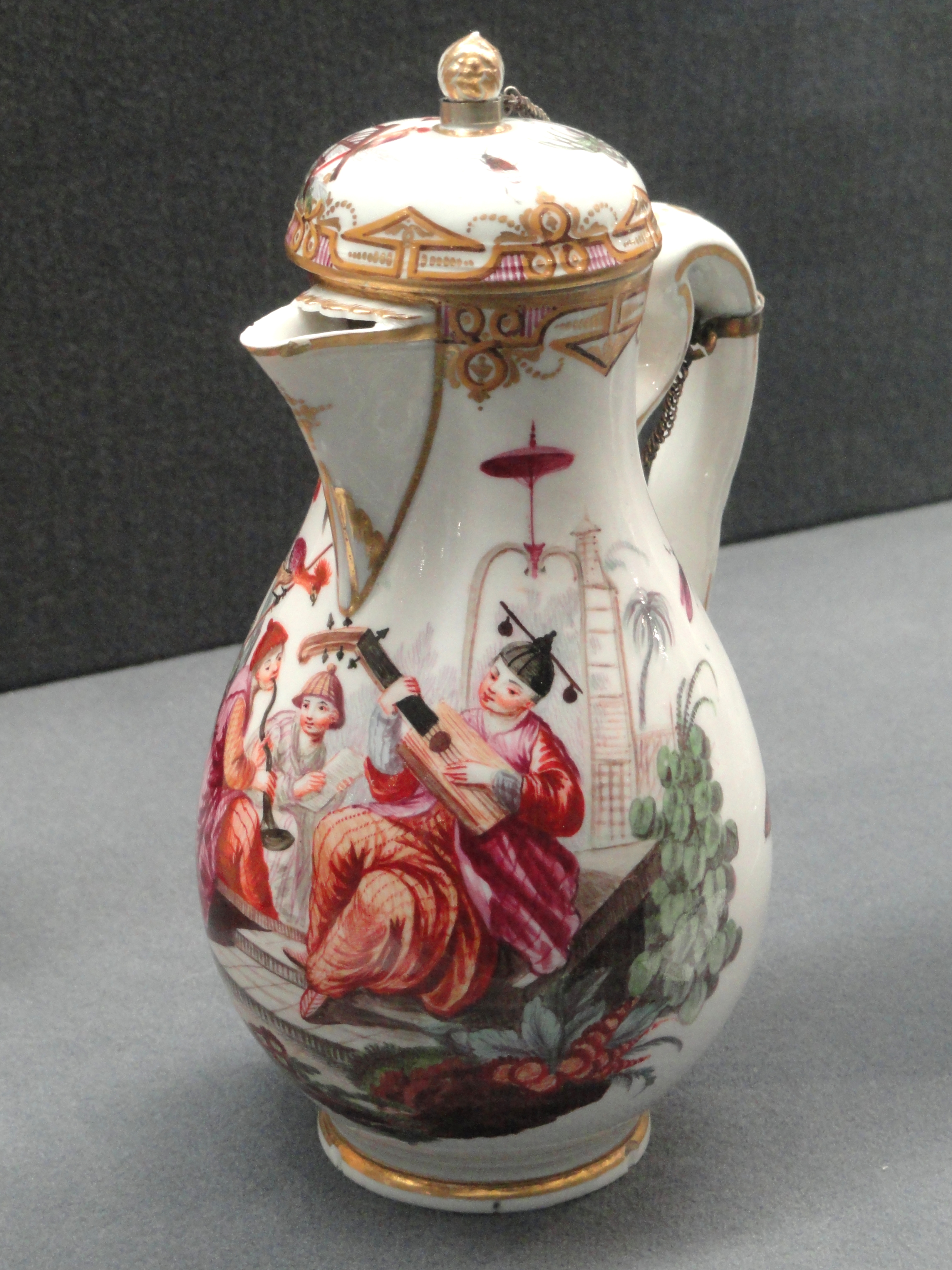
Konvice na mléko, 1772
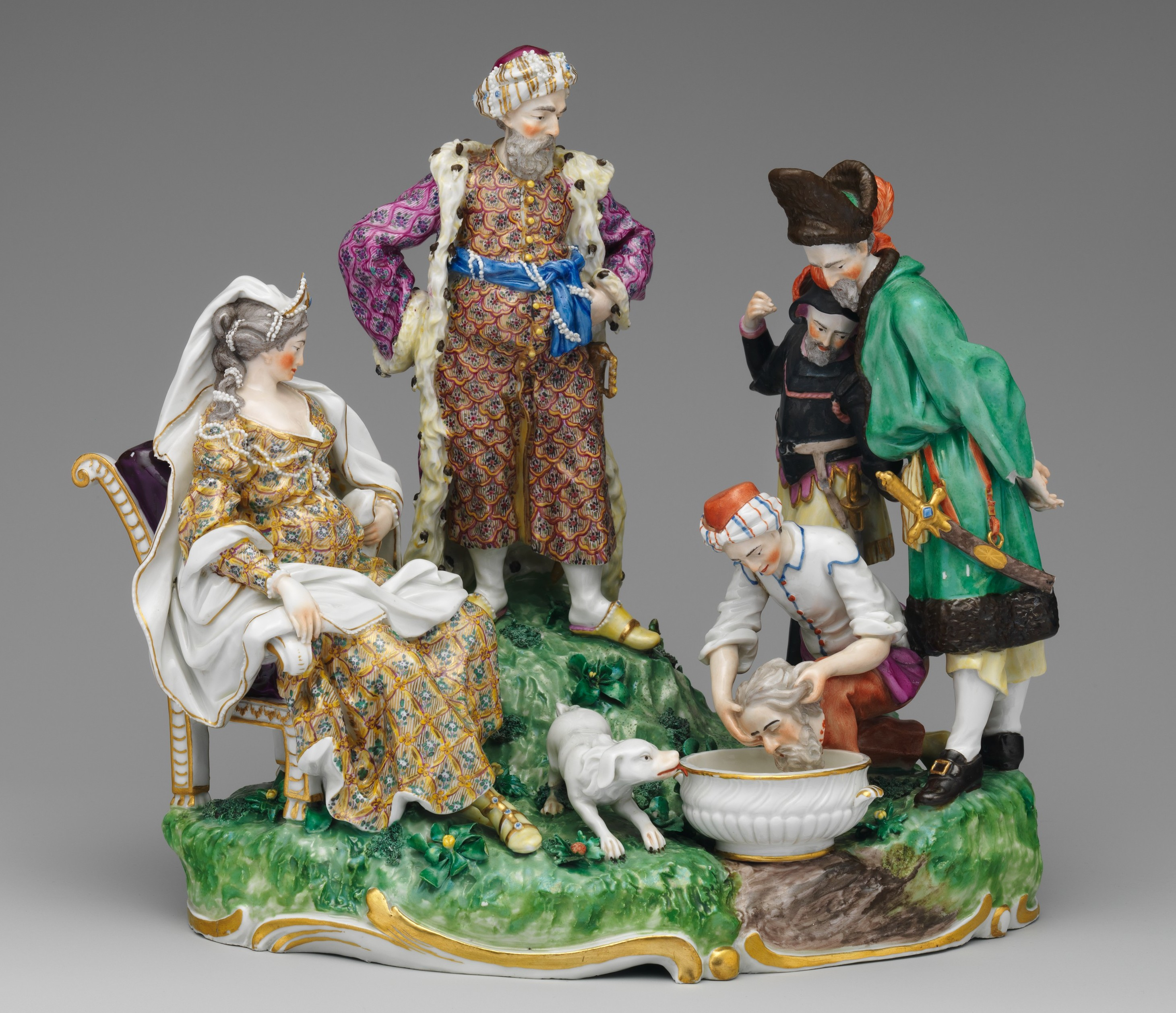
Královna Tomyris s hlavou Kýra, 1773
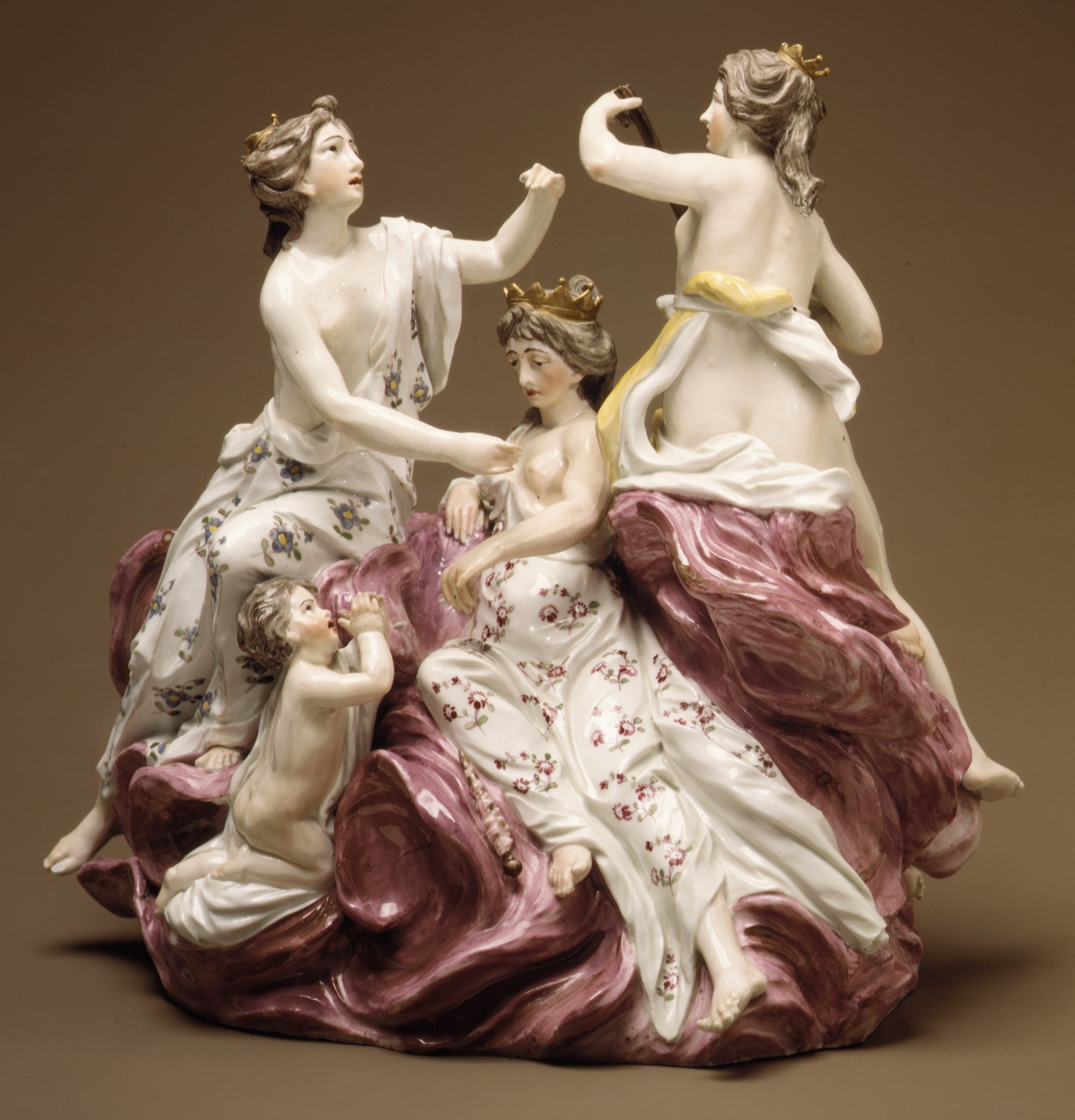
Tři sudičky, 1773
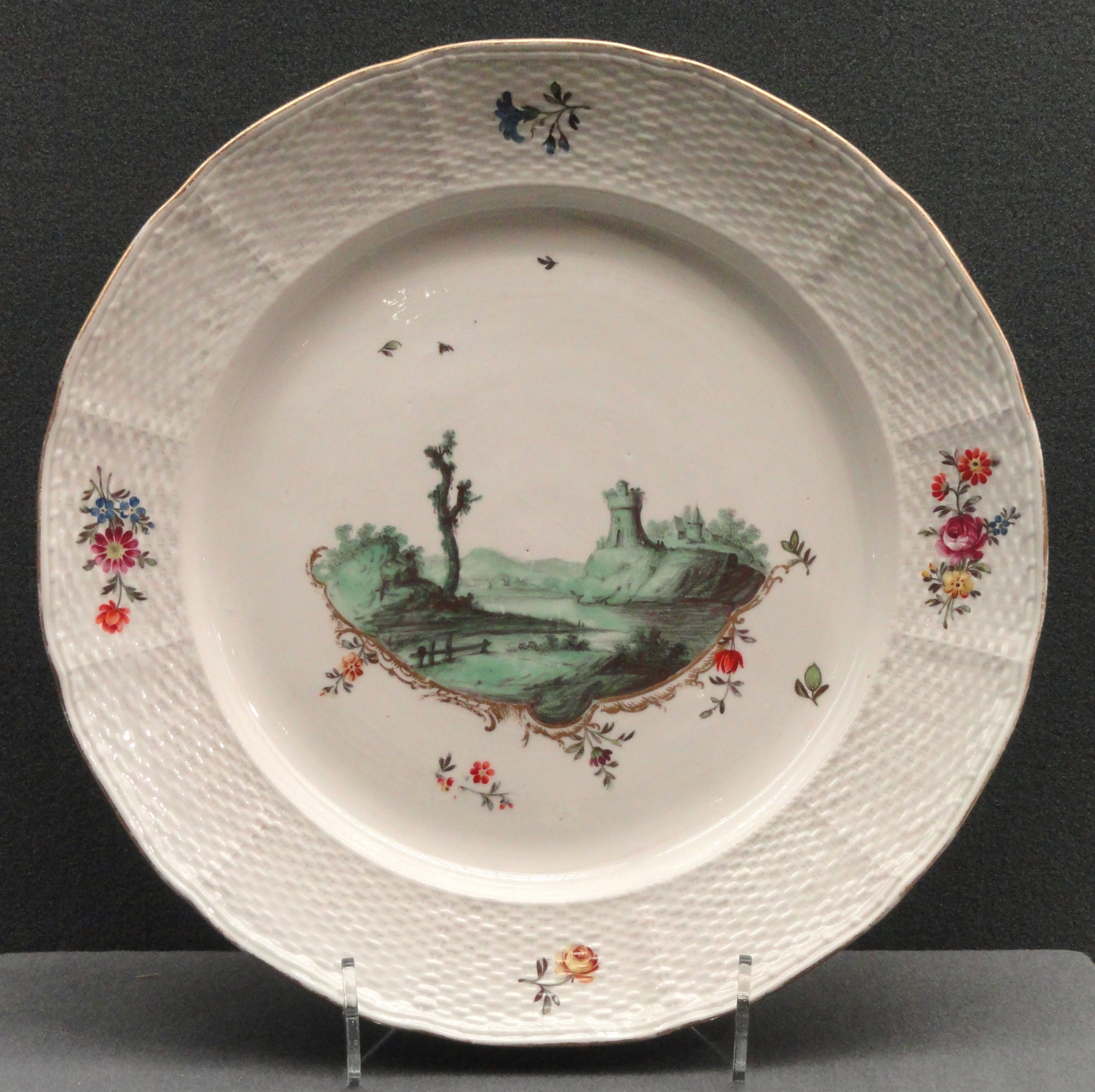
Talíř s krajinou v zelené
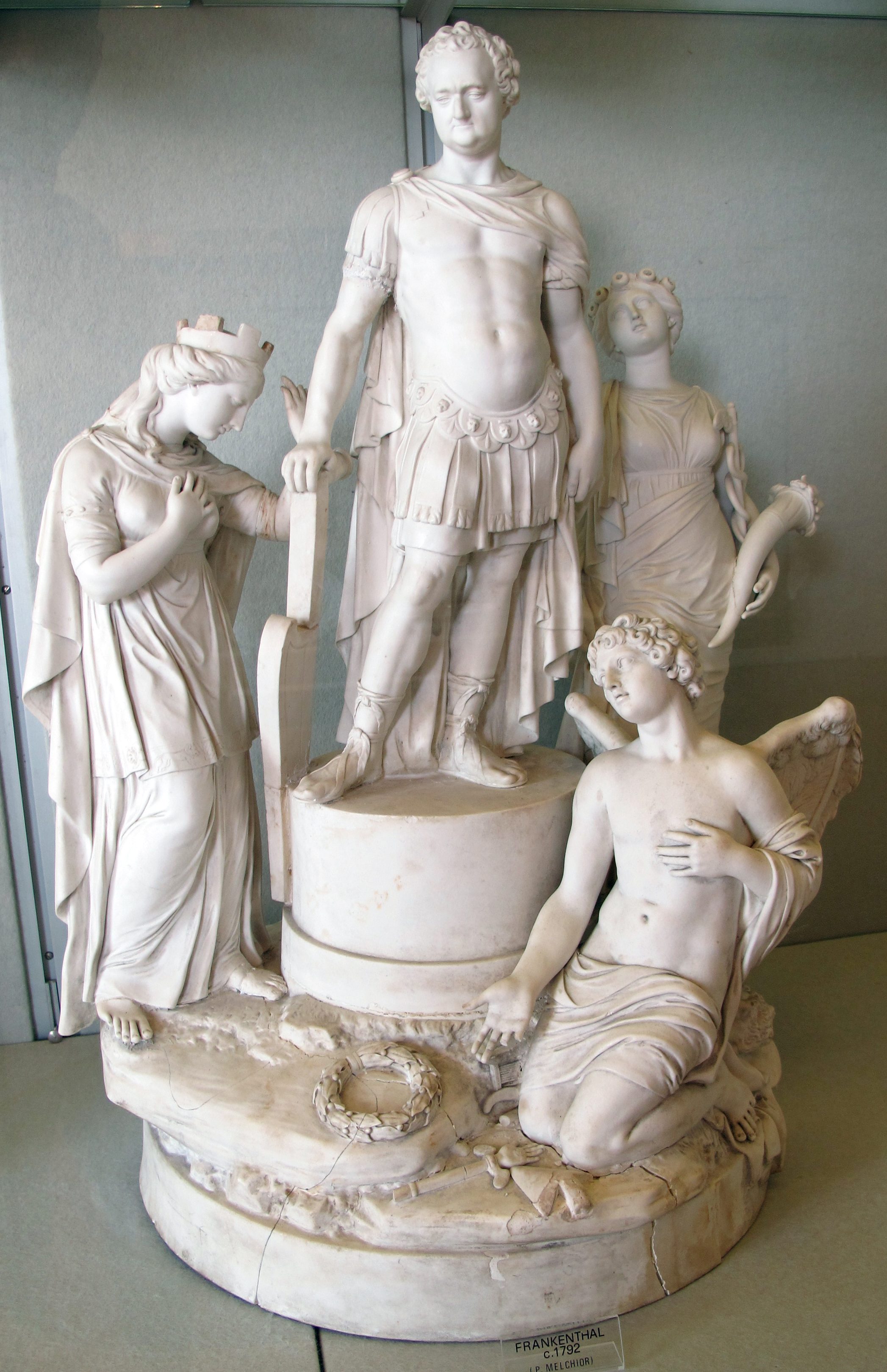
Postavy s Karlem Teodorem Falckým v neoklasickém stylu, kolem roku 1792